# Biju Janata Dal

Das Wahlsymbol der Biju Janata Dal, eine Muschel

Biju Janata Dal (BJD, Oriya: ବିଜୁ ଜନତା ଦଳ) ist eine indische Partei, die im Bundesstaat Odisha präsent ist.

## Geschichte
Die Partei wurde am 15. Dezember 1997 von Naveen Patnaik, Sohn des namensgebenden früheren Chief Ministers von Orissa Biju Patnaik gegründet. Dieser ist seither Parteivorsitzender. Fast 30 Jahre zuvor hatte Biju Patnaik mit dem Utkal Congress schon einmal einen Versuch unternommen, eine Regionalpartei für Orissa zu gründen, war damit aber gescheitert.
Die BJD war eine Abspaltung der Partei Janata Dal (JD), nachdem die JD-Parteiführung sich geweigert hatte, im Vorfeld der anstehenden Parlamentswahl über eine Koalition mit der Bharatiya Janata Party (BJP) zu verhandeln. Von 1998 bis 2009 war die Biju Janata Dal Mitglied des BJP-geführten Parteienbündnisses National Democratic Alliance. Vor der gesamtindischen Wahl 2009 schloss sie sich dem Parteienbündnis der sogenannten Third Front an. Bei den Wahlen zum Bundesstaatsparlament von Odisha und bei den in denselben Jahren abgehaltenen gesamtindischen Wahlen 2009, 2014 und 2019 gewann die Partei jeweils die große Mehrheit der Wahlkreise in Odisha. Die gesamtindische Wahl 2024 und der Regionalwahl in Odisha führten jedoch zu deutlichen Wahlniederlagen und die Partei musste sich in Odisha aus der Regierungsverantwortung, in der sie sich in Odisha seit 2000 befunden hatte, in die Opposition begeben.
Die Partei gilt als sozialliberal und sozialdemokratisch und siedelt sich in der politischen Mitte an.

## Wahlergebnisse
Die folgende Tabelle zeigt die Wahlergebnisse (gewonnene Mandate) bei den gesamtindischen Parlamentswahlen und bei Wahlen zum Parlament von Odisha. Odisha ist in 21 Lok Sabha-Wahlkreise aufgeteilt.
| Jahr | Wahl                          | Stimmen- anteil | Parlaments- sitze |
| ---- | ----------------------------- | --------------- | ----------------- |
| 1998 | Wahl zur Lok Sabha 1998       | 1,00 %          | 9/543             |
| 1999 | Wahl zur Lok Sabha 1999       | 1,20 %          | 10/543            |
| 2000 | Parlamentswahl in Orissa 2000 | 29,40 %         | 68/147            |
| 2004 | Wahl zur Lok Sabha 2004       | 1,30 %          | 11/543            |
| 2004 | Parlamentswahl in Orissa 2004 | 27,36 %         | 61/147            |
| 2009 | Wahl zur Lok Sabha 2009       | 1,59 %          | 14/543            |
| 2009 | Parlamentswahl in Orissa 2009 | 38,86 %         | 103/147           |
| 2014 | Wahl zur Lok Sabha 2014       | 1,7 %           | 20/543            |
| 2014 | Parlamentswahl in Odisha 2014 | 43,35 %         | 117/147           |
| 2019 | Wahl zur Lok Sabha 2019       | 1,68 %          | 12/543            |
| 2019 | Parlamentswahl in Orissa 2019 | 44,71 %         | 112/147           |
| 2024 | Wahl zur Lok Sabha 2024       | 1,53 %          | 0/543             |
| 2024 | Parlamentswahl in Odisha 2024 | 40,22 %         | 51/147            |